# Dicranomyia (Dicranomyia) rapida
Dicranomyia (Dicranomyia) rapida is een tweevleugelige uit de familie steltmuggen (Limoniidae). De soort komt voor in het Neotropisch gebied.